# 満潮!ツモクラテス
『満潮!ツモクラテス』（まんちょー!ツモクラテス）は、片山まさゆきによる日本の漫画作品。2010年から2011年まで『近代麻雀』（竹書房）にて連載された。

## 概要
前作『打姫オバカミーコ』と世界観を共有しているスピンオフ作品。登場人物の名前が哲学者・思想家などから取られている（例：積倉手数 - つもくらてす→ツモ+ソクラテス、富良東 - ふらとん→プラトン、新知恵仁昼 - にいちえにひる→ニーチェ+ニヒルな性格から、などといった具合）。

## あらすじ
大学生の富良東（ふらとん）は、麻雀での負け分の取り立てに勤しみ、そこでの態度が大きいため負かしたものからは嫌われ続けていた。ある日、大学の食堂で拾った雀荘のサービス券を拾い、その雀荘に赴いた。そこでは、富良への負け分の支払いが滞っている猿田徹（さるたとおる）がいた。富良は負け分を払わせるために猿田に突っかかったが、猿田の暴力により返り討ちに遭う。そこで現れたのがプロ雀士の積倉手数（つもくらてす）は、事の発端を聞き出すが、そこで積倉の負け分を払いに来た友人が現れ、富良は積倉に麻雀で挑むも敗北。その際に「きみはどこか人を見下している」と指摘され、その後に出会った時も「麻雀の真の実力を発揮するにはノーレートで打つしかない」と言われ、富良は打倒積倉を目指し、JMP試験に挑戦する。

## 登場人物

### JMP新人プロ
富良 東（ふら とん）
本作の主人公の1人。大学生。麻雀のスタイルは牌効率と捨て牌読みとをバランスよく使う高打点型。麻雀の腕は立つが、負け分の取り立てが厳しい上、その時の態度が「上からの目線」であるため、彼を知る者からは蛇蝎のごとく嫌われている。フリー雀荘「パクチー」で積倉に挑むも惨敗、それ以来積倉をライバル視しているが、一方で彼の実力を素直に認め、ある意味尊敬もしている。「麻雀の真の格付けをするにはノーレートで打つしかない」という積倉の言葉に押されJMPに。第一回ジャンパーリーグ3位でD2リーグからB1リーグにジャンプアップ、その後2年でA1リーグ入り。
猿田 徹（さるた とおる）
本作の狂言回し的なポジション。富良と同期の新人プロ。富良に2万円分以上負けているが負け分を支払っておらず、取り立てようとする富良となんとなく行動を共にする形となっている。別の雀荘で五条と知り合い、先輩後輩の間柄。「〜っつって」が口癖。第三回ジャンパーリーグ優勝後、A1リーグへ。
新知恵 仁昼（にいちえ にひる）
富良と同期の新人プロ。眼鏡をかけている。裏表が激しい性格で、トリッキーな和了で場を回転させつつも対局者の平常心を失わせる行為を多用する（目的のためなら手段は問わない）。麻雀バトルサイト全国3位として上位チャレンジ戦「ジャンパーリーグ」に早々と参戦を決めていた。
雨鳥 茶奈（あまとり ちゃな）
富良と同期の新人プロ。積倉がメンバーをつとめていた雀荘「パクチー」で働いている。積倉直伝の「自身の配牌とツモを信じて捉える」ビリーヴ打法を武器とする。第一回ジャンパーリーグ優勝者。
風呂糸（ふろいと）
かつて積倉の常連先の雀荘で連勝したメンバーの1人だったが、現在はエリートサラリーマン。積倉の見る世界を知りたくなった、という理由で昇進を蹴ってJMP入り。第二回ジャンパーリーグ優勝者。
蛭子（ひるこ）
高レートのマンション麻雀を仲間と共に開いており、金銭のプレッシャーで多くのプロを打ち砕いている。
大麻王のタイトルを取った五条を降し、不足分でトロフィーを強奪して自身のブログに勝ち名乗るが、富良に惨敗する。その中で、プロの生き方に興味を抱き、JMPのプロになる。

### JMP所属プロ
積倉 手数（つもくら てす）
本作の主人公の1人。A1リーグ所属。配牌とツモの持つ意味を考え、最終的にいわゆる「バカヅキ状態」へもっていく「因果打ち」が持ち味。最高の状態になった時に腕時計を見て「○○時○○分、満潮」と宣言する。第18期風王位戦では波溜と同点で風王位を分け合う。第19期風王位。友人が多い。
波溜 晴（なみだめ はる）
現風王位。JMP一時離脱からタイトル奪回までの道のり（くわしくは前作『打姫オバカミーコ』を参照）は伝説と化している。積倉の「満潮」に呑まれそうになるが踏みとどまり、辛くもタイトルを死守。次の年の風王位戦で積倉にタイトルを奪われる。
丘葉 未唯子（おかば みいこ）
波溜の弟子で第8期・第11期女流風王位。有資格者（タイトル獲得者）として「ジャンパーリーグ」に参加、前作『オバカミーコ』で完成させた「セレブ打ち」を今回も見せる。師匠・波溜との関係が進展しているかどうかは不明。
我鷹 愁（がたか しゅう）
JMPの事実上の最高責任者。前作『オバカミーコ』では我が侭ぶりが目立ったが、組織の頂点として成長しており、本編ではスポンサーと契約を取り付けたり団体への挑発を受け流す姿勢を見せている。
出島 未結（でじま みゆ）
徹底したデジタル打法を武器とする女流プロ。麻雀バトルサイト全国1位として「ジャンパーリーグ」に参戦する。第二回ジャンパーリーグ2位。
赤井 ひとみ（あかい ひとみ）
同じくデジタル派の女流プロ。出島とはオンライン麻雀「ウテウテ」で対局した縁から親友関係。麻雀バトルサイト全国2位として「ジャンパーリーグ」に参戦する。
五条 豊（ごじょう ゆたか）
B1リーグ所属。スランプに陥っており、前作『オバカミーコ』で見せたスカッとした闘牌は今回鳴りを潜めている。積倉の打ち方を「不思議な手筋」と評価している。
大麻王のタイトルを取るが、プロとして恥ずべき醜態を何度も晒している。
馬杉 寧香（うますぎ ねいか）
第12期から不動の女流風王位者。前作『オバカミーコ』から麻雀に対する真摯な姿勢は変わらず。雨鳥・出島と共にA1リーグで活躍中。

## 書籍
- 片山まさゆき 『満潮!ツモクラテス』竹書房〈近代麻雀コミックス〉、全5巻
  1. 2010年10月16日発売 ISBN 978-4-8124-7462-4
  2. 2010年3月17日発売 ISBN 978-4-8124-7524-9
  3. 2011年7月27日発売 ISBN 978-4-8124-7644-4
  4. 2011年11月25日発売 ISBN 978-4-8124-7697-0
  5. 2012年2月17日発売 ISBN 978-4-8124-7740-3